# メリマック計画
メリマック計画（メリマックけいかく）は、CIAの安全保障局の下に統合され、実行されたアメリカ国内のスパイ活動である。この計画には、政府の基準において反戦グループとされるものの中で、CIAに対して潜在的脅威となる態度を取る可能性があった対象についての浸入と、監視を通しての情報収集手段が含まれていた。しかし集められるデータの範囲には、目標とされた団体の基本部分に関する一般的な情報も含まれていた。メリマック計画と、それと対の計画であるレジスタンス計画（Project RESISTANCE）の双方ともCIAの安全保障局の下に統合された。さらにその対のプロジェクト双方は、その上位計画であるケイオス作戦（Operation CHAOS）に民間情報を中継した下位作業である。